# Вім Столк
Вім Столк (нід. Wim Stolk; 21 грудня 1950, Де-Лір — 10 березня 2011, Катс) — нідерландський письменник у жанрі фентезі, художник і музикант. Відомий також під псевдонімом В. Дж. Мерісон. У 2000-х роках вважався найпродаванішим нідерландським письменником, що пише у жанрі фентезі.
Його літературні твори перекладені багатьма мовами світу, зокрема німецькою, іспанською, португальською, польською, латиською, болгарською та російською.

## Біографія
Вім Столк народився 21 грудня 1950 року в містечку Де-Лір у провінції Південна Голландія. Протягом 18 років працював у рекламному бізнесі, на початку 1980-х років відкрив власне рекламне агентство. У 1993 році він захворів і протягом лікування, за його власними словами «для того, щоб вбити час», написав свій перший роман за мотивами коміксу, який він намалював ще в 1976 році. Столк запропонував твір п'яти видавцям і несподівано двоє з них виявили бажання його надрукувати, одним із цих видавництв, з яким пізніше Столк підписав контракт, було найбільше у Бенілюксі видавництво фантастичної літератури — Meulenhoff. Перед публікацією Вім Столк разом із видавцем обрали псевдонім, який складався з перших літер повного імені Столка — Willem Johannes — та прізвища Maryson, що означало «син Марії». Книга під назвою Sterling (укр. Горобець), яка стала першою у циклі Meestermagiër, вийшла у 1995 році
Оповідання В. Дж. Мерісона публікувалися у численних часописах і антологіях. Оповідання Verstummte Musik (укр. Музика, що відлунала) було опубліковане у збірках фантастики в США, Великій Британії та Росії. У 1996 році твори В. Дж. Мерісона почали видаватися у Німеччині. У серпні 2010 року у США вийшов перший переклад англійською його книги «Башти Романдера».
Регулярно брав участь в організації літературного конкурсу Пола Гарленда, підтримував молодих нідерландських письменників, які писали у жанрі фентезі.
У 2004 році В. Дж. Мерісон отримав нагороду Elf Fantasy Award за книгу De Heer van de Diepten (укр. Володар глибин), у 2007 році — премію Пола Гарленда за оповідання Nietzsche Station (укр. Станція Ніцше). Також неодноразово номінувався на інші літературні нагороди.
У 1996 році Вім Столк, який професійно грав на клавішних, заснував музичний гурт Maryson, що виконував симфонічний рок. Усі пісні ґрунтувалися на шести частинах його книги Meestermagiër. Група випустила два альбоми, відповідно, на основі першої частини книги Het eerste zwaard: Sperling, та другої — Het tweede zwaard: Emaendor. Випуску третього альбому завадила смерть В. Дж. Мерісона.
Свій останній роман Het lied van de onsterfelijke (укр. Пісня безсмертного) Мерісон опублікував у 2007 році. Планувався сиквел роману під назвою Het pad van onthechting (укр. Шлях відречення), втім, він лишився недописаним.
Був одружений, мав чотирьох дітей. Вім Столк раптово помер від серцевого нападу вранці 10 березня у своєму будинку в містечку Катс у провінції Зеландія. На знак вшанування його літературної діяльності в рамках премії Пола Гарленда заснували премію В. Дж. Мерісона для нових талановитих авторів. Переможець обирається видавництвом Meulenhoff Boekerij серед фіналістів премії Гарленда і отримує грошовий приз у €500 та можливість надрукувати свій твір у даному видавництві.

### Під власним ім'ям
- 1999 — De Zen van Poes

### Під псевдонімом В. Дж. Мерісон

#### Цикл Meestermagiër (укр.Магістр магії)
- 1995 — Het eerste zwaard: Sperling
- 1996 — Het tweede zwaard: Emaendor
- 1998 — Het derde zwaard: Vloch
- 1999 — Het vierde zwaard: Fiander
- 2000 — Het vijfde zwaard: Rastoth
- 2001 — Het boek van kennis

#### Цикл Onmagiër (укр.Немагія)
- 2002 — De torens van Romander
- 2003 — De kloven van Lan-Gyt
- 2004 — De heer van de diepten

#### Цикл De Grote Legende (укр.Велика легенда)
- 2007 — Het lied van de onsterfelijke

#### Оповідання
- 1998 — Drakenkoningin
- 2003 — Verstummte Musik
- 2006 — Nietzsche Station
- 2009 — De Zee

#### Збірки та антології
- 1998 — De weg naar Nirwana (збірка оповідань різних авторів)
- 2009 — Time out. Het beste werk van 15 Nederlandstalige meesters van fantasy en sciencefiction (збірка оповідань різних авторів)[11]
- 2010 — De jongen die geen schaduw wierp en andere verhalen: de beste verhalen van de Paul Harland Prijs (збірка оповідань різних авторів, укладачі — В. Дж. Мерісон і Томас Олде Хьовелт)[12]
- 2011 — Bericht uit Bloemrijk. Ode aan W.J. Maryson (1950-2011) — збірка оповідань, присвячена пам'яті В. Дж. Мерісона (укладач Пітер Схаап)[13]

## Дискографія

### Vance
- 1984 — An Epitaph for Mary (клавішні та вокал — Вім Столк)[14]

### Maryson
- 1996 — Master magician I[15]
- 1998 — On goes the quest / Master magician II[16]

## Нагороди та номінації
- 2003 — номінація на премію Elf Fantasy Award (за роман De torens van Romander)
- 2004 — премія Elf Fantasy Award (за роман De heer van de diepten)
- 2006 — премія Elf Fantasy Award (за роман Het lied van de onsterfelijke)
- 2007 — Премія Гарленда (за оповідання Nietzsche Station)
- 2010 — 3-тє місце на конкурсі «Спуск із повідця»